# Ngải thơm
Ngải thơm hay ngải giấm, thanh hao lá hẹp, thanh cao rồng (danh pháp khoa học Artemisia dracunculus, với dracunculus nghĩa là "tiểu long") là một loài thực vật có hoa trong họ Cúc. Loài này được L. mô tả khoa học đầu tiên năm 1753.

## Đặc điểm
Cây thảo sống nhiều năm, cao 90 cm; thân mọc thẳng đứng, mảnh, phân nhánh. Lá không cuống, nhẵn, nguyên hay hơi có răng, hình ngọn giáo dài 3–8 cm, rộng 2-4mm. Cụm hoa đầu ở nách lá, cuống dài đến 1,5 cm, mảnh; bao chung cao 2mm; lá bắc dày, hoa hình ống màu lục hay trắng, có lông. Quả bế nhẵn, dài 0,6mm. Cây ưa đất tốt, không ẩm ướt và cũng chịu được sáng. Có thể trồng bằng cách tách cây vào mùa xuân và mùa thu, có thể dùng cành giâm vào mùa xuân.

## Phân bố
Ở Nam Âu châu, Ấn Độ, Trung Quốc, Mông Cổ, Siberia, được thuần hoá ở nhiều nước. Việt Nam có nhập trồng làm cây gia vị.

## Thành phần hoá học
Toàn cây có mùi thơm do có nồng độ cao các tinh dầu thiết yếu và chứa chất đắng. 
- Tinh dầu: hàm lượng 0,3%. Gồm có: estragole hay methyl chavicol (60-70%), pinen, long não, limonene, ocimene, myrcene, phellandrene
- Một ít aldehyl p-methoxycinnamic.
- Glycosides (quercetin; patuletin)
- Favonoid
- Coumarin
- Isocoumarins (Arte Midin; Artemidinol)
- Tannin
- Rutin
- Chất đắng
- Natri

## Công dụng

### Trong y dược
- Trừ giun, khai vị, lợi trung tiện, lợi tiêu hoá.
- Lợi tiểu, điều kinh, an thần (gây ngủ), hạ sốt.
- Trị sưng viêm, đau răng và loét. Rễ được dùng trị sâu răng.
- Trị các vết cắn, vết đốt của động vật có độc.

### Ẩm thực
Ngải giấm là một trong bốn loại gia vị thảo mộc chính của ẩm thực Pháp. Lá dùng làm gia vị.
- Mùi: có mùi thơm đặc trưng quyện giữa cam thảo và cây hồi, hay xen lẫn mùi của bạc hà và cần tây. Người ta dùng cây tươi hay khô, để tăng mùi vị cho thức ăn hoặc thay thế một số chất thơm hay rượu mùi.
- Vị: Ngọt nhiều hơn đắng, tính chất của ngải giấm đã được khai thác ứng dụng trong ẩm thực như làm gia vị cho nước sốt kem hoặc cà chua.

### Lưu ý
- Nên sử dụng một cách điều độ trong ăn uống, không nên dùng với số lượng nhiều vì chất estragole bị nghi là gây ung thư và đột biến gen, như đã chỉ ra một báo cáo của Liên minh châu Âu, Uỷ ban về các thảo dược dược phẩm.[2]
- Phụ nữ mang thai được khuyến cáo không nên dùng sản phẩm này.
- Để phát huy tốt hương vị và mùi thơm đặc trưng của ngải giấm, bạn nên thêm vào cuối giai đoạn nấu ăn để đạt được kết quả như mong muốn.